# Reserva índia Campo
La reserva índia Campo és una reserva índia que constitueix la llar de la Banda Campo d'Indis de Missió Diegueño, també coneguda com a Nació Campo Kumeyaay, uns tribu reconeguda federalment de kumeyaays del comtat de San Diego a Califòrnia La reserva va ser fundada el 1893 i té 16.512 (66,82 km²).

## Govern
La banda Campo té la seu a Campo (Califòrnia). Va ratificar la seva constitució tribal el 13 de juliol de 1975, que va establir un consell de govern format per tots els membres de la banda de 18 o més anys.

## Serveis
En 1990 la banda Campo creà la Campo Environmental Protection Agency (CEPA), que protegeix el medi ambient i la salut pública de cara al desenvolupament comercial. La tribu també té el Campo Indian Education Center i el Campo Tribal Tribal Training Program.

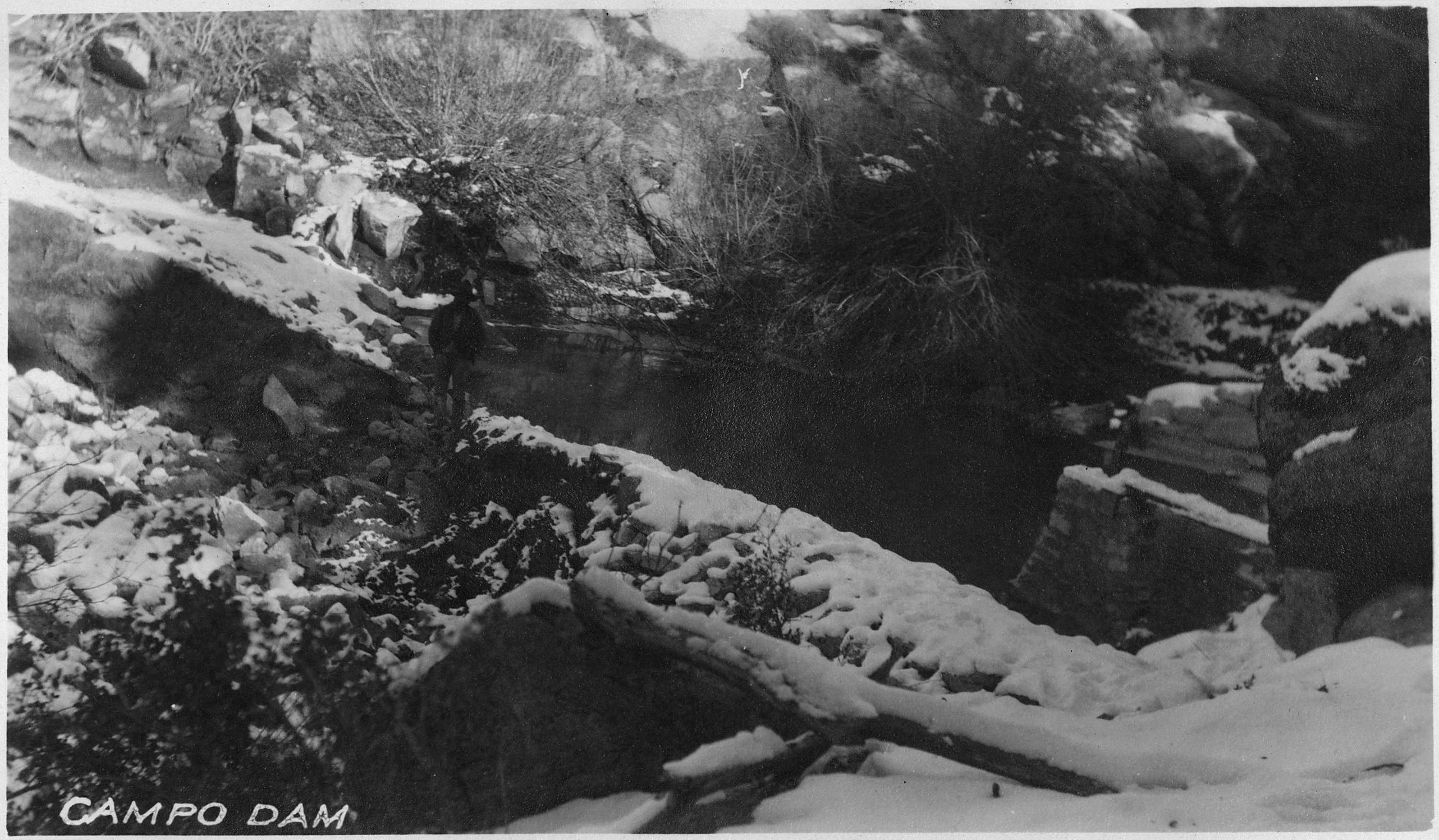
Campo Reservation Dam, ca. 1920

## Desenvolupament econòmic
Muht Hei, Inc és una corporació de la tribu, que supervisa el Casino Golden Acorn, Campo Materials i Kumeyaay Wind, un parc eòlic amb 25 turbines. La tribu posseeix i gestiona el Casino Golden Acorn, el restaurant Golden Grill, Del Oro Deli, i un centre de viatges, tots situats a Campo.

## Internet
Algunes parts d'aquesta zona remota tenen la capacitat d'internet Ethernet sense fils per a membres de la tribu. El servei es presta a través de la Tribal Digital Village amb base a la reserva índia Pala, uns 130 kilòmetres al nord. Així es va informar a San Diego Union Tribune, New York Times, i al programa la Televisió Comunitària del Sud de Califòrnia California Connected.